# Theo Meding
Theodor „Theo“ Meding (* 6. Mai 1931 in Köln; † 16. Juli 1971 ebenda) war ein deutscher Eisschnellläufer.

## Karriere
Theo Meding wurde zwischen 1950 und 1954 sechsfacher Deutscher Meister und nahm an den Olympischen Winterspielen 1952 in Oslo teil. Meding ging dort bei allen drei Eisschnelllaufwettkämpfen an den Start, konnte jedoch keine Medaille gewinnen.
Insgesamt stellte er zwölf nationale Rekorde auf und nahm an den Eisschnelllauf-Mehrkampfweltmeisterschaften 1951 und 1952 teil.
Seine Grabstätte befindet sich auf dem Kölner Melaten-Friedhof.